# Japanische Invasion der Malaiischen Halbinsel
Operation Krohcol – Prince of Wales und Repulse – Jitra – Gurun – Kampar – Slim River – Gemas – Muar – Endau
1941

Thailand – Malaiische Halbinsel – Pearl Harbor – Hongkong – Philippinen – Guam – Wake – Force Z – Borneo
1942

Burma – Rabaul – Singapur – Sumatra – Timor – Australien – Java – Salamaua–Lae – Bougainville/Buka – Shortland-Inseln – Indischer Ozean – Port Moresby – Tulagi – Korallenmeer – Midway – Nordamerika – Buna-Gona – Kokoda-Track – Nauru/Ocean Island
Die Japanische Invasion der Malaiischen Halbinsel (Operation „E“) war die erste Kampfhandlung des Pazifikkriegs, die noch vor dem japanischen Angriff auf Pearl Harbor am 7. (8.) Dezember 1941 stattfand. Die Militäroperation begann mit den Landungen japanischer Streitkräfte bei Kota Bharu im Norden von British Malaya und weiteren Landungen in Thailand. Sie kennzeichnete sich durch das unerwartet rasche Vordringen der Japaner durch den Dschungel und über mehr als hundert zerstörte Brücken mithilfe von Radfahrtruppen und starken Pionierkräften. Die Invasion endete am 15. Februar 1942 mit der Eroberung Singapurs, dem wichtigsten britischen Stützpunkt in Südostasien.

## Vorgeschichte

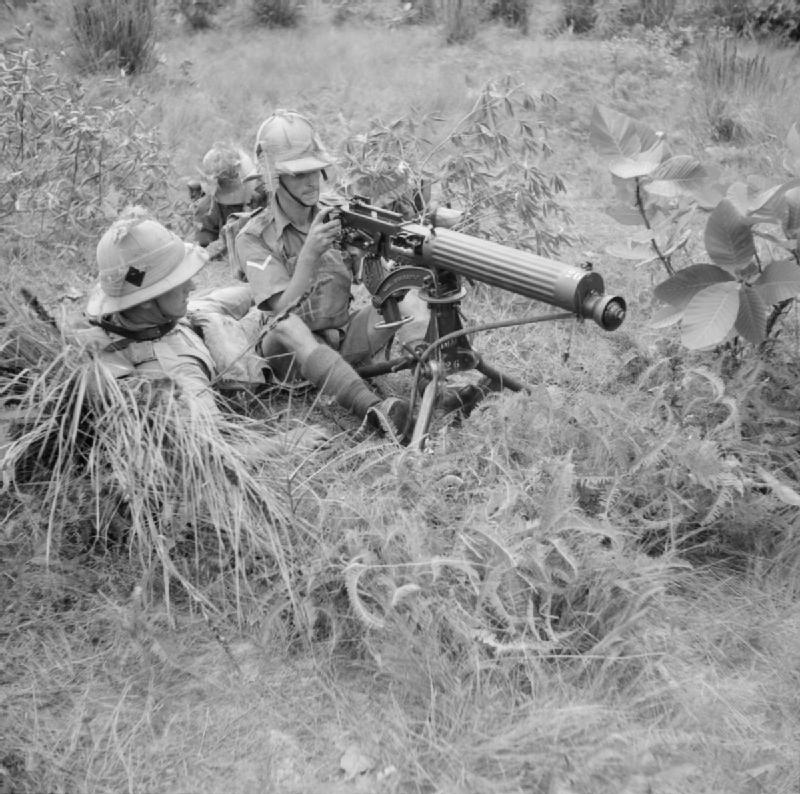
Soldaten des britischen 1st Manchester Regiment bei einer Übung in British Malaya im Oktober 1941

Die Eroberung der bedeutenden britischen Marinebasis Singapur (vgl. Singapur-Strategie) war eines der Hauptziele der ersten Phase der japanischen Südoffensive. Das japanische Oberkommando (Daihon’ei) hatte sich darauf im November 1941 endgültig festgelegt und die Kampfhandlungen des Pazifikkrieges eröffnet. Hierzu war es zunächst notwendig, die Malaiische Halbinsel möglichst rasch als Ausgangsbasis für Land- und Luftoperationen in Besitz zu nehmen, wofür amphibische Landungen japanischer Truppen in Südthailand und Nordmalaya geplant wurden. An Truppen stand die auf Hainan dislozierte 25. Armee unter Generalleutnant Tomoyuki Yamashita bereit. Diese Armee wurde durch das 4., 15. und 23. Selbstständige Pionierregiment verstärkt, da sich auf der über 1000 km langen Strecke zwischen den Landungsstellen und Singapur etwa 250 Brücken befanden, mit deren Zerstörung durch die alliierten Streitkräfte man rechnete. Im Gegensatz zu den Alliierten verfügte die japanische Infanterie auch über Panzerunterstützung durch die 3. Panzerbrigade mit ihren leichten und mittleren Panzern des Typ 95 Ha-Gō und Typ 97 Chi-Ha.
Am 4. Dezember 1941 liefen von Hainan 18 Transporter, beladen mit 26.640 japanischen Soldaten der 5. Infanteriedivision unter Generalleutnant Matsui Takurō und dem 56. Regiment der 18. Infanteriedivision, zur Invasion der Malaiischen Halbinsel aus. Die Sicherung des Konvois übernahm die 3. Zerstörerflottille unter Vizeadmiral Jisaburo Ozawa. Das 7. Kreuzergeschwader bekam die Aufgabe der Deckung übertragen und lief am selben Tag unter dem Kommando von Konteradmiral Takeo Kurita aus. Vizeadmiral Nobutake Kondo übernahm die Fernsicherung mit der 2. Division des 3. Schlachtschiffgeschwaders und verließ am selben Tag die Pescadoren in Richtung Südchinesisches Meer. Weitere Einheiten stießen am 6. Dezember aus der Cam Ranh Bay zum Konvoi und aus Saigon kommend verstärkte die „Süd-Expeditionsflotte“ den Stoßkeil.
Japanische U-Boote und Minenleger legten in der Nacht auf den 7. Dezember etliche Minensperren in Südostasien, beispielsweise vor Singapur und zwischen den Anambas-Inseln und Tioman.
Während der Fahrt nach Süden standen die Japaner unter stetiger Beobachtung der Briten, Niederländer und Amerikaner, die mit ihren Aufklärungsflugzeugen das Gebiet abflogen. Die Alliierten versetzten ihre Kriegsschiffe in höchste Alarmbereitschaft. Vier amerikanische Zerstörer, die vor Balikpapan lagen, wurden angewiesen in das südchinesische Meer zu laufen, und die Repulse wendete auf dem Weg nach Darwin, um sich unverzüglich wieder nach Singapur zu begeben. Unterdessen verschlechterte sich allerdings die Wetterlage über dem Meer, so dass die Aufklärungsflüge weitestgehend eingestellt werden mussten und die japanischen Schiffe zunächst unbehelligt blieben. Einige Maschinen sichteten die Japaner aber am 5. und 6. Dezember. Am Morgen des 7. Dezember klarte das Wetter ein wenig auf und eine PBY Catalina der 205. Staffel der Royal Air Force unter dem Kommando von Flugoffizier Bedell nahm Kurs auf den japanischen Konvoi. Sie wurde von Bord japanischer Schiffe mit Flugabwehrgeschützen unter Feuer genommen und über dem chinesischen Meer am Übergang zum Golf von Thailand abgeschossen. Die Mitglieder der Besatzung waren die ersten Opfer auf alliierter Seite.

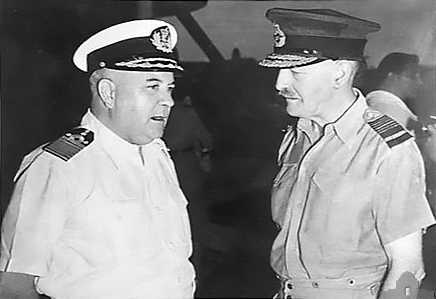
Luftmarschall Brooke-Popham (rechts) im Gespräch mit dem niederländischen Admiral Helfrich.

Von der Invasionsflotte spalteten sich am Mittag des 7. Dezember kleinere Landungsflottillen ab. Ziele waren Prachuap Khiri Khan (→ Kampf um Prachuap Khiri Khan), Chumphon, Bucht von Bandon und Nakhon Si Thammarat, zur Blockade des Isthmus von Kra, der schmalen Landenge zwischen der Andamanensee und dem Golf von Thailand. Die Hauptstreitmacht mit 17 Transportern fuhr weiter nach Pattani, Singora und Kota Bharu.
In Singapur beriefen die Briten am Abend um 22:30 Uhr eine Konferenz ein, bei der Luftmarschall Robert Brooke-Popham mit der Idee spielte, die Operation Matador auszulösen. Sie sah vor, dass die Briten in Thailand einmarschierten, um einer drohenden Invasion von Norden vorzubeugen. Nach einigen Diskussionen mit Sir Shenton Thomas und Arthur Percival verschob Popham die Entscheidung auf den nächsten Tag.

## British Malaya, 8. Dezember 1941
Kurz nach Mitternacht (Ortszeit), etwa gegen 0:25 Uhr, sichteten britisch-indische Patrouillensoldaten vor dem Strand von Pantai Kuala Pak Amat bei Kota Bharu drei große Schatten am Horizont. Es waren die japanischen Transporter Awagisan Maru, Ayatosan Maru und Sakura Maru, die drei Kilometer vor der Küste vor Anker gegangen waren. Auf ihnen befanden sich etwa 5.200 Soldaten der Takumi-Einheit unter dem Kommando von Generalmajor Hiroshi Takumi, der sich auf der Awajisan Maru befand. Etwas weiter auf See lag die Deckungsflotte unter Konteradmiral Hashimoto Shintarō, die aus dem Leichten Kreuzer Sendai, den Zerstörern Ayanami, Isonami, Shikinami und Uranami, sowie zwei Minenlegern und einem U-Boot-Jäger bestand. Im selben Moment begannen die Japaner mit der Beschießung des Strandes. Damit begann noch etwa 90 Minuten vor dem Angriff auf Pearl Harbor die Ausdehnung des Ostasiatischen Konflikts auf den Pazifikraum und der Zweite Weltkrieg war voll entbrannt.

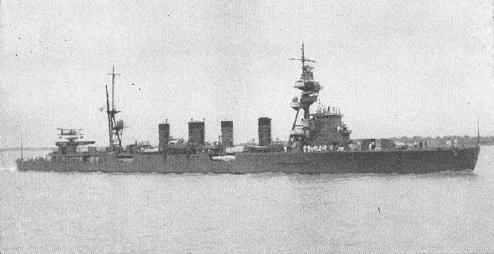
Der japanische Leichte Kreuzer Sendai

Die drei Transporter begannen unmittelbar nach dem Ankern mit dem Verladen der Soldaten auf die Landungsboote. Bedingt durch die raue See kenterten einige dieser kleinen Boote und etliche japanische Soldaten ertranken. Doch trotz der Widrigkeiten konnten die restlichen Boote eine vierstaffelige Phalanx bilden, die sich ab 0:45 Uhr als erste Landungswelle auf die Strände von Kuala Sungai Pengkalan Chepa, Sungai Sabak, Pantai Badang und Sungai Kelantan zubewegte.

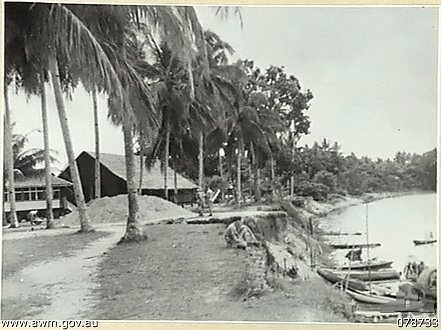
Der Strand bei Kelantan, Kota Bahru im Frühjahr 1941.

Zur Verteidigung lagen am Strand die 8. Indische Infanteriebrigade, die 21. Mountain Battery mit vier Haubitzen und in Sichtweite des Strandes ein Bataillon Dogra. Letzteres sollte einen zwölf Kilometer langen Strandabschnitt bewachen. Die Inder hatten den kompletten Strand vermint, mit Stacheldraht versehen und befestigte Unterstände gebaut. Eine britische Artillerieeinheit, die am Flugfeld bei Kota Bharu stationiert war, unterstützte die indischen Soldaten. Als klar wurde, dass eine japanische Landung unmittelbar bevorstand, begannen die Briten aus ihren Geschützen auf die vor der Küste liegenden Schiffe zu feuern. Ebenso eröffneten die Dogras aus ihren Stellungen das Feuer mit ihren Maschinengewehren. Viele Japaner, darunter auch Offiziere, fielen dem starken Abwehrfeuer der Verteidiger zum Opfer, als sie den Strand erreichten. Erst als die Japaner ihrerseits begannen, die beiden Maschinengewehrstellungen der Inder sowie die zu diesen führenden Gräben konzentriert anzugreifen, gelang es ihnen, auf dem Strand Fuß zu fassen. Dabei kam es auch zu Nahkämpfen mit den Verteidigern. Unterdessen landete die zweite Welle, die aber vom Artilleriefeuer der Briten zunächst am Strand aufgehalten wurde und große Verluste hinnehmen musste. Nachdem die Stellungen der Dogras erobert worden waren und die Japaner in voller Stärke gegen die Verteidigungsgräben anrannten, begannen die Inder, sich zurückzuziehen.

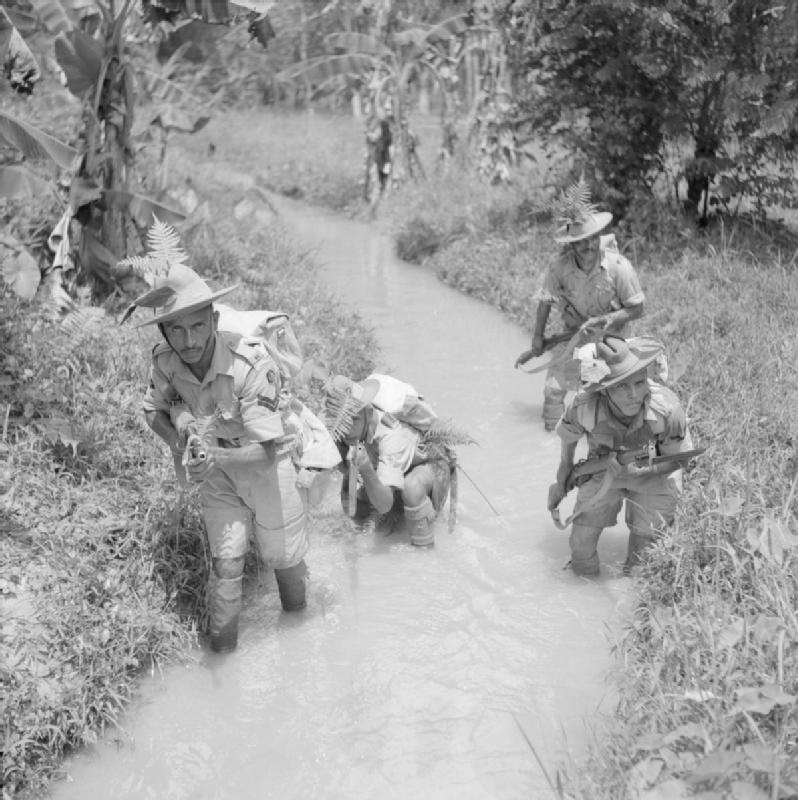
Gurkha-Soldaten auf der malaiischen Halbinsel 1941.

Auf dem nördlich gelegenen Flugfeld rüstete sich währenddessen eine Staffel Lockheed Hudsons der Royal Australian Air Force (RAAF), um die Invasoren mit Bomben anzugreifen. Die ersten sieben Maschinen konnten um 2:10 Uhr am 8. Dezember starten und nahmen Kurs auf die japanischen Transporter. Nach zwei Anflügen war es den Australiern gelungen, die Awajisan Maru in Brand zu setzen und zu versenken. Sie war das erste japanische Schiff im Pazifikkrieg, das verloren ging. Bis etwa 5:00 Uhr unternahmen die Australier insgesamt 17 Anflüge auf die japanischen Schiffe. Dabei konnten die Begleitschiffe der Transporter zwei Hudsons abschießen und drei weitere schwer beschädigen. Da alle Transporter mittlerweile brannten, ersuchten die Japaner bei ihrem Befehlshaber um den Rückzug der Schiffe, der aber vorerst verweigert wurde, da noch nicht alle Einheiten an Land gegangen waren. Erst gegen 6:00 Uhr setzten zwei Transporter und die Begleitschiffe Nordkurs.
Drei weitere australische Bomber hoben um 6:30 Uhr vom Kuantan-Flugfeld bei Kota Bahru ab und drei weitere Staffeln zu je drei Hudsons folgten kurz darauf. Die Japaner hatten ihre Schiffe mittlerweile durch einen Schirm aus Rauch gedeckt und beschossen die anfliegenden Maschinen mit ihrer Bordflak. Von den zwölf Hudsons wurden fünf schwer getroffen und eine von ihnen machte eine Bruchlandung auf dem Flugfeld.
Als die ersten Jagdmaschinen der kaiserlich japanischen Luftwaffe, die die Hauptlandungen in Thailand gedeckt hatten, aus dem Norden anflogen, gerieten die britischen Bristol Blenheims, die gerade einen Angriff auf die Schiffe fliegen wollten, mit diesen in einen Luftkampf, der etliche britische Opfer forderte. Im weiteren Verlauf des Morgens erweiterten die Japaner ihren Brückenkopf auf volle drei Infanteriedivisionen und konnten trotz einer kurzen Gegenattacke der Inder etwa um 10:30 Uhr die Außenbezirke von Kota Bahru erreichen. Die indischen Soldaten waren bis nach Kuala Lipis zurückgedrängt worden und Kota Bahru befand sich am Nachmittag gegen 14:00 Uhr vollständig unter japanischer Kontrolle.
Beide Seiten hatten während der Schlacht hohe Verluste zu beklagen. Zwar existieren keine britischen Aufzeichnungen dazu und die japanischen Quellen differieren stark in ihren genannten Zahlen, doch nennt Oberst Tsuji Masanobu in seinem Buch über die malaiische Invasion 320 Tote und 538 Verwundete. Zudem nennt er die Schlacht „eine der brutalsten und blutigsten der ganzen malaiischen Kampagne“.

## Thailand, ab 8. Dezember 1941

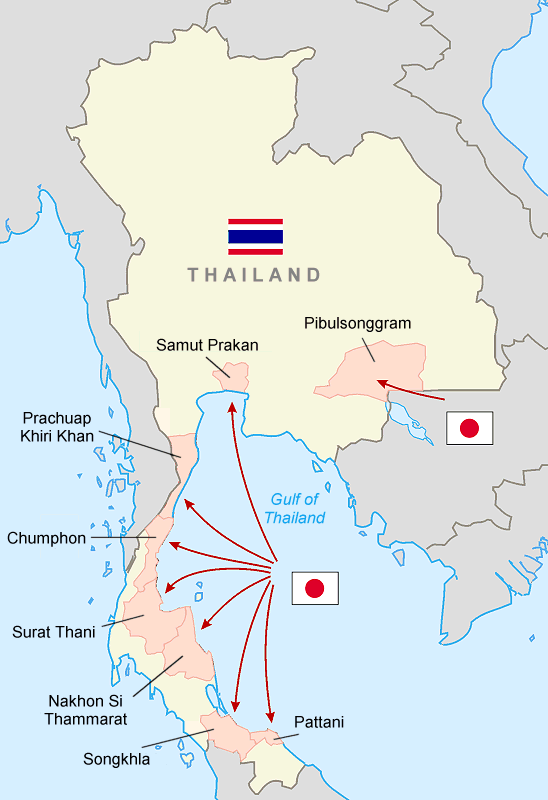
Invasion Thailands am 8. Dezember

Zur Invasion Thailands starteten die Japaner eine kombinierte Boden-, Luft- und Seeoperation, die im Morgengrauen des 8. Dezember an neun separaten Orten begann. Die Landoffensive startete von Battambang in Kambodscha und die ersten Landungsunternehmen von See im Süden Thailands fanden zwischen Huan Hin und Pattani statt. Obwohl gerade im Süden ein schnell organisierter, lokaler Widerstand aufgebaut werden konnte, ordnete der thailändische Feldmarschall Phibul Songkhram nach einigen Stunden verzweifelten Kampfes die Feuereinstellung an.
Die Alliierten sahen anfangs Thailand als unschuldiges Opfer einer japanischen Invasion an, aber Feldmarschall Phibul, der auch Regierungsführer war, unterzeichnete am 14. Dezember ein Geheimdokument, das thailändische Soldaten unter ein japanisches Kommando zur Invasion von Burma stellte. Am 21. Dezember wurde schließlich ein Übereinkommen geschlossen, das Thailand formal zu einem Verbündeten Japans machte. Die offizielle Kriegserklärung an die Briten und die USA erfolgte am 25. Januar 1942.

## British Malaya, ab 8. Dezember 1941
Gleichzeitig mit den Landungen in Thailand und im Norden British Malayas bombardierten japanische Kampfflugzeuge Singapur. Die Flugfelder von Sungai Petani, Butterworth Air Base und Alor Star konnten am 9. Dezember nach heftigen Luftangriffen durch die Japaner ausgeschaltet werden. Die meisten der britischen und australischen Maschinen wurden noch am Boden stehend vernichtet.

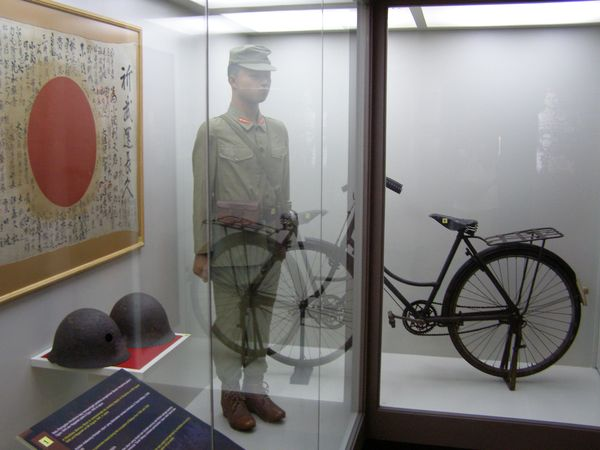
Japanische Ausrüstungsgegenstände im Museum in Kuala Lumpur. Da die japanischen Infanteristen meist mit Fahrrädern auf dem Vormarsch waren, wird die Eroberung der malaiischen Halbinsel im englischen Sprachraum oft auch The Bicycle-Blitzkrieg genannt.

Zur Abwehr einer fälschlicherweise gemeldeten japanischen Landung bei Kuantan lief von Singapur die britische Force Z aus, die aber am 10. Dezember durch japanische Luftangriffe in mehreren Wellen zerstört wurde. Dabei sanken die Prince of Wales und die Repulse.
Die Verteidigung Malayas lag nach den verheerenden Niederlagen der britischen Royal Air Force und Royal Navy nun nur noch in den Händen der Armee. Um den japanischen Vormarsch aufzuhalten, planten die Briten eine Blockade bei Jitra, südlich der thailändischen Grenze an der Westseite der Halbinsel. Eine kleinere Vorhut sollte die herannahenden Japaner an einem schmalen Landstreifen aufhalten und nach Möglichkeit keinen Durchbruch erlauben. Doch die Japaner drängten die Einheiten in das Hinterland zurück. Unterdessen hatte die britische Hauptstreitmacht eine Verteidigungsposition bei Jitra eingenommen, bevor die Japaner in strömendem Regen am Nachmittag des 10. Dezember die Stadt erreichten. Nachdem ein Offizier in die britischen Reihen eingedrungen war und einen Wachposten getötet hatte, berichtete er dem Hauptquartier, dass die britischen Linien große Lücken aufwiesen und ein nächtlicher Angriff sehr erfolgversprechend wäre. Doch als die Japaner angriffen, stießen sie auf erheblich mehr Widerstand als vermutet und mussten sich unter britischem Artilleriefeuer wieder zurückziehen. Umgehend begannen sie, Nachschub an Waffen und Munition an die Frontlinie zu transportieren.
Das Alor-Star-Flugfeld im Rücken der Briten war mittlerweile von der Luftwaffe geräumt worden, weshalb die britischen und indischen Soldaten an ihrer Verteidigungsaufgabe zu zweifeln begannen. Eine den Rückzug der Truppen betreffende Anfrage wurde von Percival aus Singapur zunächst abschlägig beantwortet, doch nachdem der Druck der Japaner immer stärker wurde, gab er den entsprechenden Befehl. Die Jitra-Position, die eigentlich als wochenlange Verteidigungsstellung geplant war, musste schon nach wenigen Stunden verlassen werden. Die Japaner verloren bei ihrem Angriff auf Jitra nur 25 Soldaten.
Die japanischen Truppen, deren Stärke von den Briten weiterhin unterschätzt wurde, drangen in den nächsten Tagen über eine Westroute über die Flugfelder Alor Star und Butterworth, die sie am 12. Dezember einnahmen, weiter nach Süden vor. Die Invasionseinheiten, die bei Kota Bahru gelandet waren, nahmen dagegen eine östliche Route nach Süden, so dass immer eine Gefahr eines Flankenangriffs für die Briten bestand.

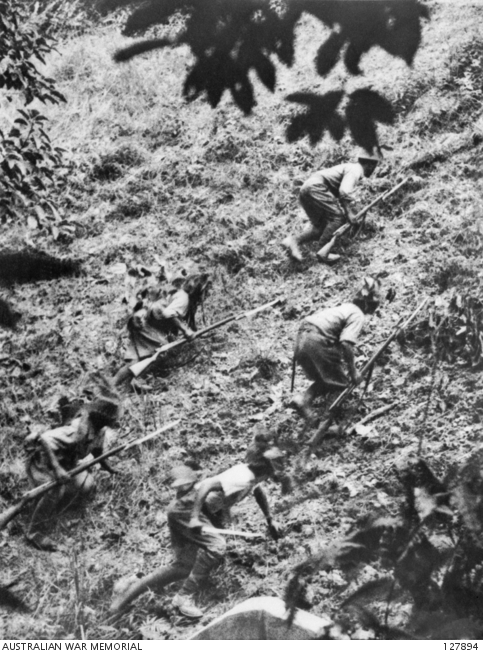
Vorrückende japanische Soldaten in Malaya.

Die zweite Invasionswelle mit 39 Transportschiffen startete am 13. Dezember von der Cam Ranh Bay mit dem Großkontingent der 5. Infanteriedivision und Teilen der 25. Armee in Richtung der malaiischen Halbinsel. Als Geleitschutz wurden die 3. und 4. Zerstörerflottille eingesetzt. Die Landungen fanden am 17. Dezember nachts statt. Die Transporter teilten sich auf und erreichten ihre Ziele wie folgt: Ein Transporter Bandon, zwei Transporter Nakhorn, fünf Kota Bahru und 31 gingen bei Singora vor Anker. Niederländischen U-Booten gelang bis zum 16. Dezember die Versenkung eines Transporters und die Beschädigung von weiteren vier.
Zu diesem Zeitpunkt standen auf der malaiischen Halbinsel schon mehr als 70.000 Japaner unter dem Kommando von General Yamashita. Weiterhin befanden sich etwa 200 Panzer, zwei Artillerieregimenter, sowie 500 Kampfflugzeuge, davon 80 als Reserve, an Land. In den Gewässern kreuzten zehn Zerstörer, zwei Flugzeugträger, fünf U-Boote und etliche andere bewaffnete japanische Schiffe. Dagegen standen 37.000 indische, 19.000 britische und 15.000 australische Soldaten und etwa 17.000 malaiische Freiwillige. Sie alle besaßen aber nicht die Kampferfahrung, die viele Japaner sich während ihres China-Einsatzes angeeignet hatten.

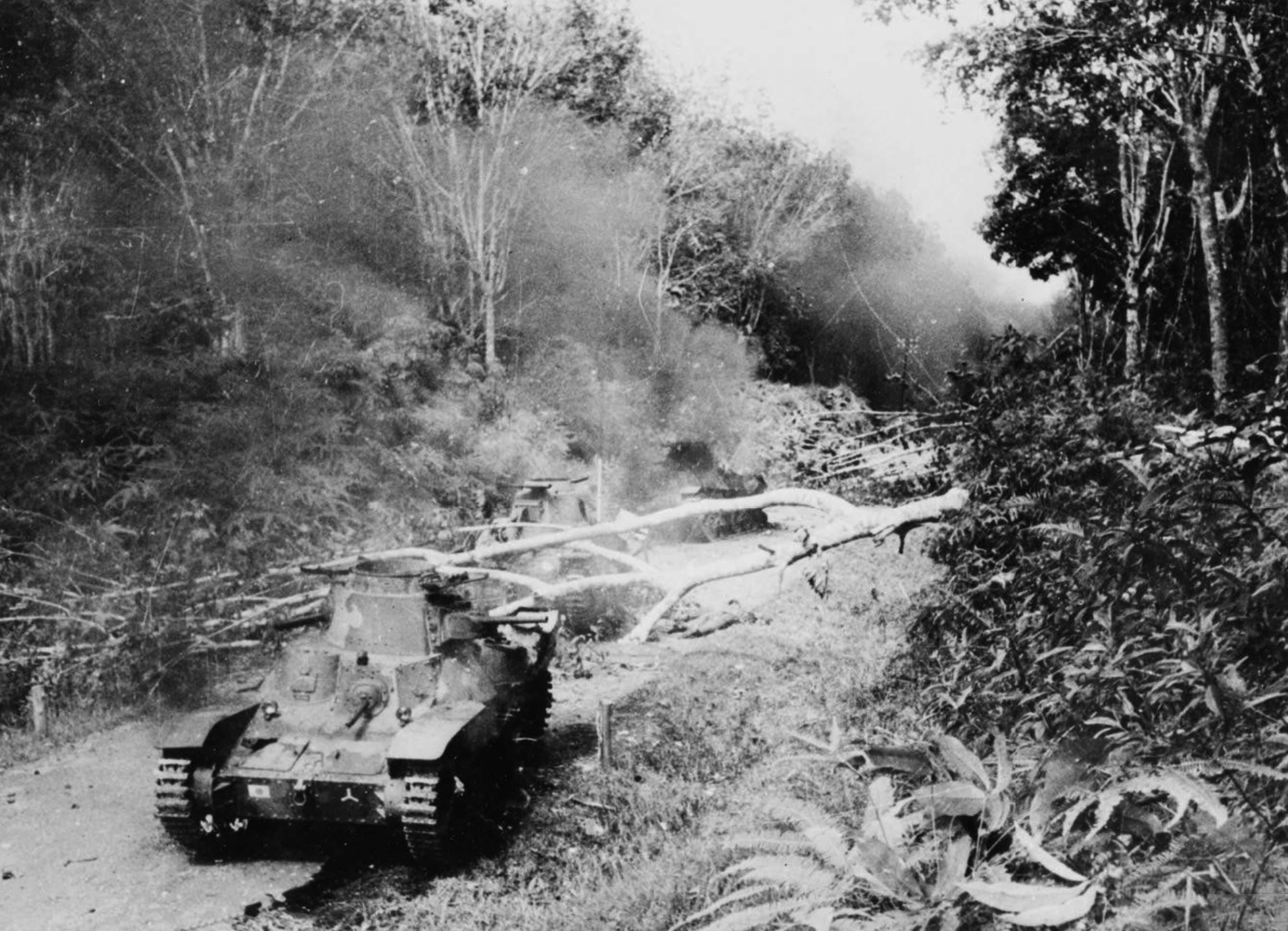
Drei zerstörte japanische leichte Panzer vom Typ 95 Ha-Go.

Am 16. Dezember evakuierten die Briten Penang und überließen die Insel den Japanern, die sie später am Tag noch besetzten.
Immer wieder gerieten die sich zurückziehenden Briten, Inder und Australier unter heftige Tieffliegerattacken der Japaner, die nun ohne Gegenwehr ihre Lufthoheit ausspielen konnten. Die japanischen Maschinen flogen in vielen Fällen weit niedriger als 30 Meter über dem Boden und hatten es hauptsächlich auf Artillerieeinheiten abgesehen.
Nach weiterem schnellen Vormarsch nahmen die Japaner am 26. Dezember die Stadt Ipoh, 200 km nördlich von Kuala Lumpur am Fluss Sungai Kinta liegend, ein. Bei Kampar konnten die Briten jedoch dreieinhalb Tage lang eine Verteidigungslinie halten, bis sie sich am 2. Januar 1942 weiter nach Süden zurückziehen mussten. Nur fünf Tage später überrannten die japanischen Einheiten zwei indische Brigaden am Slim River bei Trolak. Mit sechs Panzern und rund 100 Infanteriefahrzeugen stürmten sie über die Positionen der Inder auf den Slim River zu. Diese konnten die im Hinterland wartenden Briten nicht mehr über den japanischen Durchbruch informieren, so dass der Weg nach Kuala Lumpur für die Japaner frei war. Den Briten gelang die rechtzeitige Zerstörung der Brücke über den Fluss nicht mehr: sie fiel etwa gegen 8:30 Uhr in japanische Hand.
Ende Dezember wurde Luftmarschall Brooke-Popham von Generalleutnant Henry Royds Pownall auf seinem Posten abgelöst. Doch schon kurz danach wurde das britische Far East Command vollständig aufgelöst und alle militärischen Strukturen östlich Indiens kamen unter den Oberbefehl von Feldmarschall Archibald Wavell und des am 7. Januar 1942 neu gegründeten ABDACOM.
Am 31. Dezember startete von Formosa aus ein Konvoi mit der dritten Welle, bestehend aus der 25. Armee und begleitet durch die 5., 8. und 22. Zerstörerdivision in Richtung der malaiischen Halbinsel. Unterdessen unternahm die japanische Gardedivision und die 5. Division, teilweise über Land und teilweise zur See mit verschiedenen Landungen, einen Vorstoß in den Süden bis nach Johor. Die 56 Transporter von Formosa liefen am 8. Januar in Singora und Patani ein. Gleichzeitig verlegten die Japaner Teile der 18. Infanteriedivision von Kanton zur Cam Ranh Bay. Diese wurden am 20. Januar auf elf Transportern eingeschifft und liefen in einem Konvoi mit vier Zerstörern am 24. Januar nach Singora und Patani ein. Zwei Transporte fuhren von dort aus nach Kuantan weiter und brachten die Truppen am 26. Januar an Land.

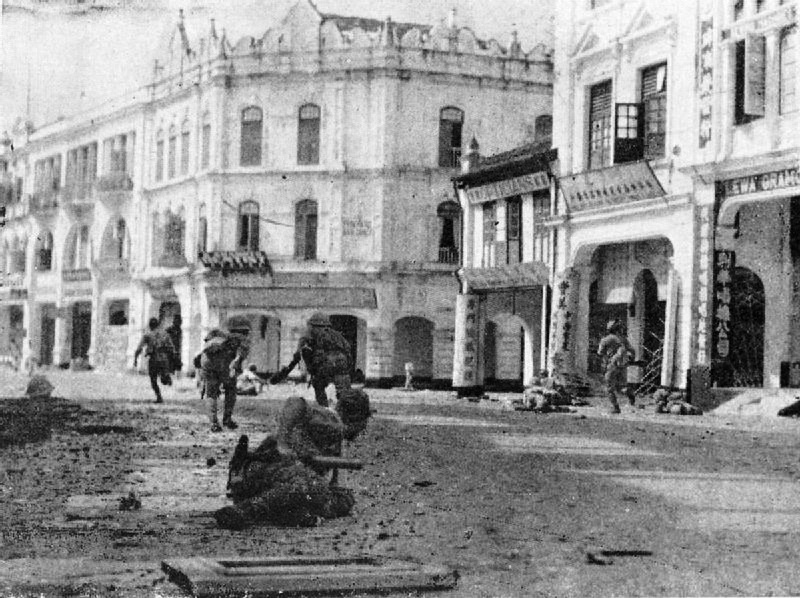
Japanische Einheiten durchkämmen die Straßen von Kuala Lumpur.

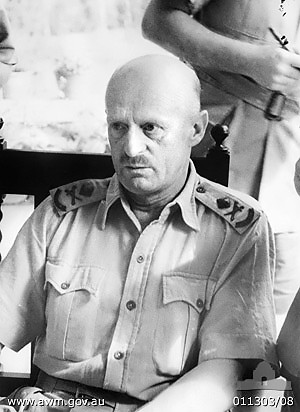
Generalmajor Gordon Bennett – Kommandeur der australischen Truppen in Malaya.

Unterdessen hatten sich die alliierten Überlebenden bis in das Stadtzentrum von Kuala Lumpur durchgekämpft, das sie am Morgen des 10. Januar erreichten. Dort hatten sie eine vorbereitete britische Verteidigungslinie erwartet, aber nichts dergleichen vorgefunden. Die völlig abgekämpften Soldaten zogen sich daher umgehend zum Bahnhof der Stadt zurück, von wo aus sie sich mit dem letzten Zug in Richtung Singapur absetzten und den Japanern Kuala Lumpur kampflos überließen.
Am nächsten Tag zogen die Japaner in Kuala Lumpur ein, während die japanische Offensive sich rasch weiter auf Singapur vorbewegte. Drei Tage später wurden japanische Truppen aber von der australischen 27. Brigade bei Gamas in einen Hinterhalt gelockt. General Gordon Bennett hatte seinen Soldaten den Befehl gegeben, eine große Gruppe japanischer Infanteristen auf ihren Fahrrädern passieren zu lassen und sie dann von den Flanken und von hinten anzugreifen. Die Japaner erlitten schwere Verluste und mehr als 100 ihrer Soldaten fielen. Auch auf die japanischen leichten Panzer waren die Australier vorbereitet. Sie postierten kleine panzerbrechende Geschütze an einer verminten Straße, die den zehn nur schwach gepanzerten und damit durchaus verwundbaren japanischen Panzern der Gotanda-Einheit zum Verhängnis wurden. Den Australiern gelang die Zerstörung aller Panzer in nur kurzer Zeit. Da die Australier ihre Kräfte nur an der Hauptstraße konzentriert hatten und die Flanken vernachlässigten, konnten japanische Soldaten jedoch von der Küste und dem Dschungel her in ihren Rücken fallen und sie aufreiben. Die Überlebenden mussten sich bis in den Raum um Segamat zurückziehen.
Die Verteidigungslinie in Johore brach schließlich am 18. Januar zusammen, nachdem es den Japanern gelungen war, zwei indische Bataillone bei Muar erfolgreich auszuschalten. Die Alliierten mussten sich nun vollständig aus British Malaya zurückziehen und setzten sich über die Zufahrtsstraße nach Singapur ab, nicht ohne die Brücken hinter sich zu sprengen. Am 31. Januar kontrollierten die Japaner die komplette malaiische Halbinsel.

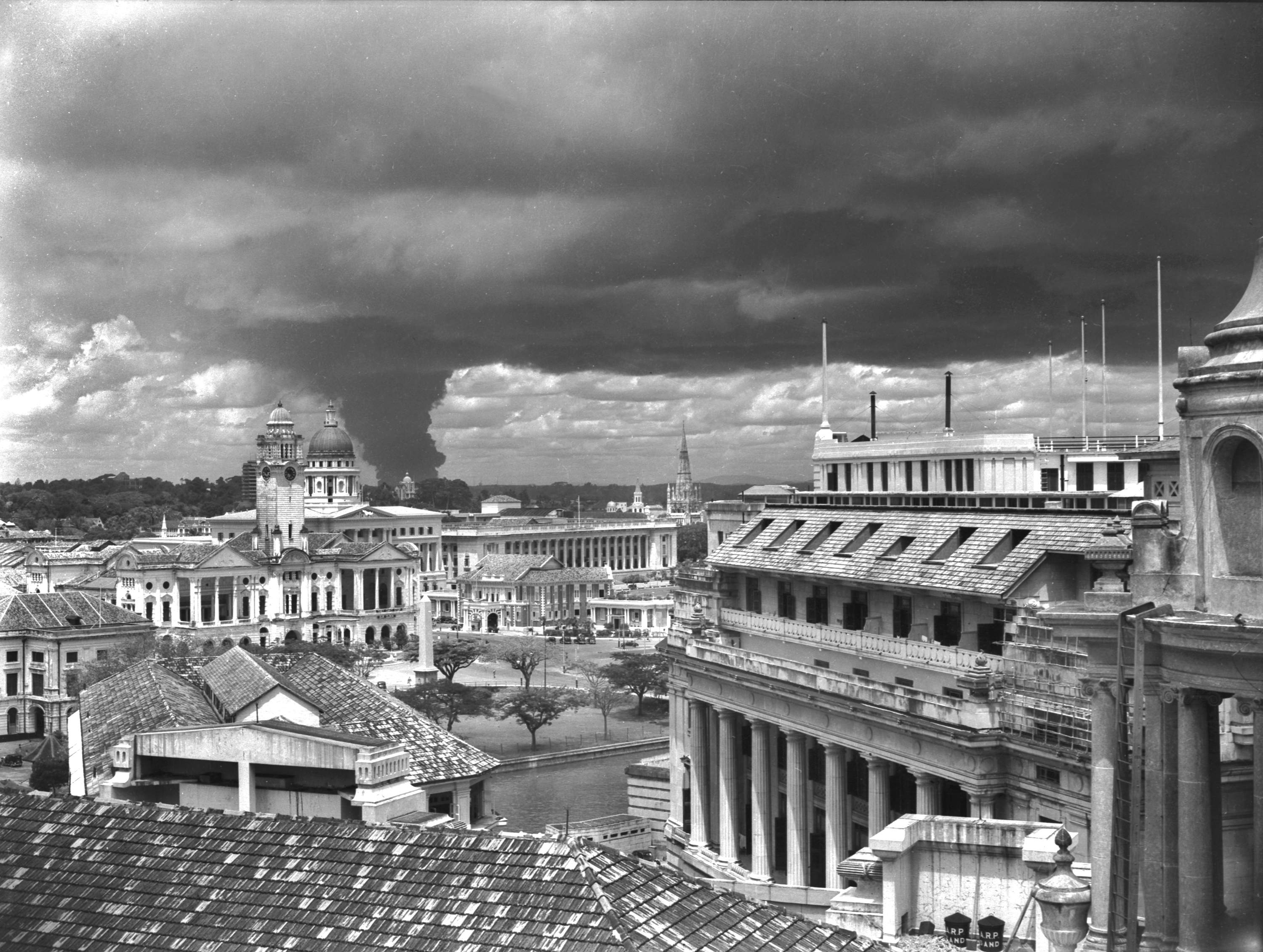
Brennende Öltanks bei Singapur.

Zur Verteidigung Singapurs (→ Schlacht um Singapur) begann General Percival Nachschubeinheiten in Richtung der Insel in Marsch zu setzen. Auf Konvois trafen nach und nach die 18. Britische Division, die 44. Indische Brigade und 1.700 australische Soldaten ein. Insgesamt standen Percival damit rund 85.000 Soldaten zur Verfügung. Mit den dann im Hafen liegenden Schiffen brachten die Alliierten Zivilisten, meist Europäer, in Sicherheit. Währenddessen sammelte General Yamashita seine aus mehr als 30.000 Soldaten bestehenden Truppen, um den Angriff auf Singapur vorzubereiten.
Nach tagelangem Artilleriefeuer auf Singapur setzten am Morgen des 8. Februar die ersten Landungsboote der Japaner zur Insel über. Trotz heftiger Gegenwehr der Alliierten konnte Singapur nicht gehalten werden und General Percival ergab sich mit seinem Stab am 15. Februar den Japanern.